# 316201 Malala
316201 Malala este o planetă minoră (asteroid), cu un diametru de 4,084 km, din centura de asteroizi. A fost descoperită pe 23 iunie 2010 la Wide-field Infrared Survey Explorer⁠(d) de Wide-field Infrared Survey Explorer⁠(d). 
Obiectul prezintă o orbită caracterizată de o semiaxă mare de 3,0995728815749 UAi, o excentricitate de 0,21, o înclinație de 15,7 ° în raport cu ecliptica.